# Catedral de Kumurdo
La Catedral de Kumurdo (en georgiano: კუმურდო     ) es una catedral ortodoxa georgiana. Está situada en la meseta Javajeti, 12 km al suroeste de Ajalkalaki. Según las inscripciones en las paredes, escritas con la antigua escritura georgiana de asomtavruli, la catedral fue construida por el obispo Ioane durante el reinado del rey de los abjasios León III en 964. Durante la Edad Media, Kumurdo fue un importante centro cultural, educativo y religioso. La catedral fue restaurada dos veces (1930; 1970–1980), pero se encuentra sin cúpula. En 2015, se desarrolló un proyecto para la reconstrucción completa de la catedral.

## Arquitectura
El edificio abovedado fue construido en piedra y decorado con finos grabados. Las ventanas alrededor del altar están decoradas con réplicas de toros, águilas, leones y ángeles. El interior de la catedral está decorado con murales. De especial interés es el retrato en relieve de la reina Gurandukht, la madre del rey Bagrat III. 

## Epigrafía de la iglesia
Una serie de registros en forma de grabados en piedra proporcionan información precisa sobre la historia de la fundación del templo. Se sabe que el templo fue fundado en 964. Uno de ellos establece: "Con la ayuda de Dios fundé esta iglesia con mis manos". También es notable un grabado que indica que fue uno de los templos más famosos de la época.
Otras entradas en las paredes hablan de la construcción de la galería sur durante el período de Bagrat IV (1027-1072), y también de la reconstrucción de la iglesia en el siglo XVI. Fue destruido el techo, cúpula y portal de entrada, pero se conservó la fachada cruciforme.